# واباشا (مینه‌سوتا)
واباشا، مینه‌سوتا (به انگلیسی: Wabasha, Minnesota) یک شهر در ایالات متحده آمریکا است که در Wabasha County واقع شده‌است.

## خصوصیات
واباشا ۲۴٫۰۱ کیلومترمربع مساحت و ۲٬۵۲۱ نفر جمعیت دارد و ۲۰۹ متر بالاتر از سطح دریا واقع شده‌است.